# 王允
王允（137年—192年7月4日），字子师，并州太原祁（今山西祁县）人。東漢時官員，祁县王氏始祖。
汉献帝初年，王允任司徒、尚书令。当时皇帝只是一个傀儡，董卓大权在握。王允成功策劃了对董卓的刺杀，但執意殺害名士蔡邕而大失民心，並主導壓迫董卓餘党，卻導致餘黨反扑、長安失守，王允和其家族被處死，關中亦大亂。

## 生平

### 早年事跡
王允出身官宦世家。懂经学而且會骑马射箭。他十九岁就开始任公职，當上太原郡吏，任內王允受命收捕並殺死在當地貪污橫行的小黃門趙津，雖然除去了當地一大害，但趙津兄弟向宦官報告，遭宦官因事誣告，漢桓帝因而大怒，收捕太原太守劉瓚並處死。王允為劉瓚送喪至平原，並守喪三年才回家鄉。後來王允復職，期間太原太守王球打算召沒有名聲和品行的路佛當官吏，王允卻堅決反對，更觸怒了王球，被王球收捕並將要殺害。并州刺史鄧盛知道後立刻辟命王允為別駕從事以營救。

### 宦官陷害
王允後入仕司徒府，後因考績好而任侍御史。中平元年（184年），黃巾之亂爆發，王允出任豫州刺史，並參與討伐黃巾軍和招降餘黨。期間王允發現中常侍张让的賓客與黃巾部眾有聯絡，於是告發。漢靈帝知道後大怒並責斥張讓，但張讓最終沒有獲罪，於是向王允報復，王允因而下獄。王允期間獲赦，但十多日後就再因別的罪被捕，送交廷尉。王允最終因得到大將軍何進和袁隗、楊賜等人上書營救才得免死，至次年才得釋放。王允有鑑於當時宦官權盛，於是改名易姓，流連於河內、陳留地區。

### 亂世保國
在中平六年（189年），漢靈帝死，王允奔喪至洛陽。當時外戚何进掌权，請王允為其从事中郎並參與圖謀盡誅宦官。後轉河南尹。不久，何进圖謀泄露，反被宦官所殺。早前被何進從并州召來的董卓於是趁機進京，並執掌朝政。及後更廢掉漢少帝，改立漢獻帝。王允此時亦改拜太僕，後守尚書令。初平元年（190年），王允升任司徒，仍守尚书令。此時正值關東諸將發動董卓討伐戰，董卓於是遷都長安，王允於是在董卓焚毀洛陽前收起蘭臺和石室的藏書秘籍，隨獻帝西奔，並於長安重建舊秩序，並藉此保存經籍。

### 誅除董卓
董卓此時將長安都交付王允管理，王允亦假意奉承。董卓亦因此將王允推心置腹，不作懷疑，王允於是能在此亂局中扶持王室，亦受朝臣倚仗。但王允同時亦秘密地與司隸校尉黃琬、尚書鄭泰等謀誅董卓，於是上表請楊瓚和士孫瑞從武關出兵攻伐袁術，實質是為討伐董卓。但因董卓懷疑不許而令圖謀失敗，王允唯留二人在朝。
董卓曾經問王允司隸校尉之職該由誰遞補，王允推薦蓋勳，董卓回答蓋勳明智有餘，但是不能夠任命他這種機密的職位，於是任命蓋勳爲越騎校尉。而後董卓又擔心蓋勳掌朝廷兵權反抗自己，就讓蓋勳出任潁川太守。
初平二年（191年），董卓到長安，自為太師，賜王允二千食邑。初平三年（192年），王允與士孫瑞和楊瓚等人再圖謀誅除董卓，於是乘著一次董卓因小事不滿呂布而用手戟向他投擲以及呂布與婢女私通而不自安的機會，離間呂布和董卓，並告知他們的圖謀，終令呂布參與，作為內應。最終，王允乘漢獻帝病癒，董卓入朝拜賀的機會，讓呂布成功刺殺董卓，並誅董卓三族，主簿田儀也被殺。當時長安士民都爭相慶祝。

### 失敗被殺
董卓死後，王允錄尚書事，總理朝政，並與呂布共同執政。但自誅除董卓後，王允瞧不起呂布，結果與呂布關係漸漸變差，而執意誅殺蔡邕一事亦失人心。同時，董卓餘部多為涼州人，王允打算免去他們軍職。當時有人認為他們畏懼袁紹和關東軍，一旦解兵就會人人自危，建議讓皇甫嵩為將軍，統領他們，以作安撫，然後再和關東諸軍聯結，以作後謀。但王允認為這會令關東諸軍起疑心，不同意。同時王允亦未議決下詔赦免董卓部曲的罪，於是民間就有王允打算盡誅涼州人的流言，令董卓的涼州兵恐懼，在關中擁兵自守。此時原本被董卓派駐關東的校尉李傕和郭汜等擄掠關東陳留和穎川郡後回軍，見率領他們的牛輔已死，無所依靠，亦無赦免的書函，在憂懼之間聽從賈詡的計謀，率領兵眾西進，沿途收兵。王允曾派董卓舊將胡軫和徐榮抵抗，但徐榮被殺而胡軫投降。李傕軍繼續西進，到長安時已達十多萬人，並與董卓部曲樊稠、李蒙、王方等圍困長安城。十日後長安城被攻破，呂布於城內與李傕等決戰，終兵敗出逃，在青瑣門外請王允與他一起離開，但王允欲死社稷，拒絕呂布的邀請。最終王允被李傕殺害，棄屍於市，並夷三族，享年五十六歲。

### 荣于身后
汉献帝迁都许县后，念及王允忠节，予以改葬，派虎贲中郎将奉策吊祭，赠本官印绶，封王允孙王黑为安乐亭侯，食三百户。

## 性格特徵
- 王允少好大節，有志於立功，不但習誦經傳，亦有練習騎射。
- 王允為人忠直，在得罪宦官而再遭收捕時，楊賜曾因不忍王允再受苦，派人暗示要他考慮自殺。一眾從事亦請王允服藥自殺，但王允嚴厲地說：「吾為人臣，獲罪於君，當伏大辟以謝天下，豈有乳藥求死乎！」於是被捕。董卓自任太師時，曾要封王允為溫侯，封食邑五千戶，王允堅決不肯接受，士孫瑞則勸說：「夫執謙守約，在乎其時。公與董太師並位俱封，而獨崇高節，豈和光之道邪？」王允聽從，接受二千戶食邑。後堅守長安為國死節亦見其對漢室之忠。
- 王允剛直疾惡，除了早年和宦官的過節可見，在董卓死後，認為大患已除，不需再假意奉承，於是每事杖正持重，然死板固執不願變通，時局未穩亦不願行權宜之計以安眾心，群下因而不附，足見其個性固執。

## 家庭

### 兄
- 王宏，字长文，與王允同被誅殺[5]。

### 子女
- 王蓋，王允長子，侍中，與王允同被誅殺。
- 王景，王允次子，與王允同被誅殺。
- 王定，王允子，與王允同被誅殺。

### 侄兒
- 王晨，王允兄長之子，王允被誅時逃回家鄉。
- 王淩，王晨弟，與王晨一同逃回家鄉。後被曹操赏识，最終在曹魏官至太尉，但是在後來圖謀推翻司马懿失敗，最終自杀。被誅滅三族。
- 王氏，令狐愚母。
- 王氏，王凌妹，嫁郭淮。

### 孙
- 王黑，安乐亭侯。

### 後代
- 王思政，南北朝时期北魏、西魏的军事家[6]。亦有说法[7]认为，他是乌丸人，冒籍王允后裔。

## 艺术形象

### 三國演義

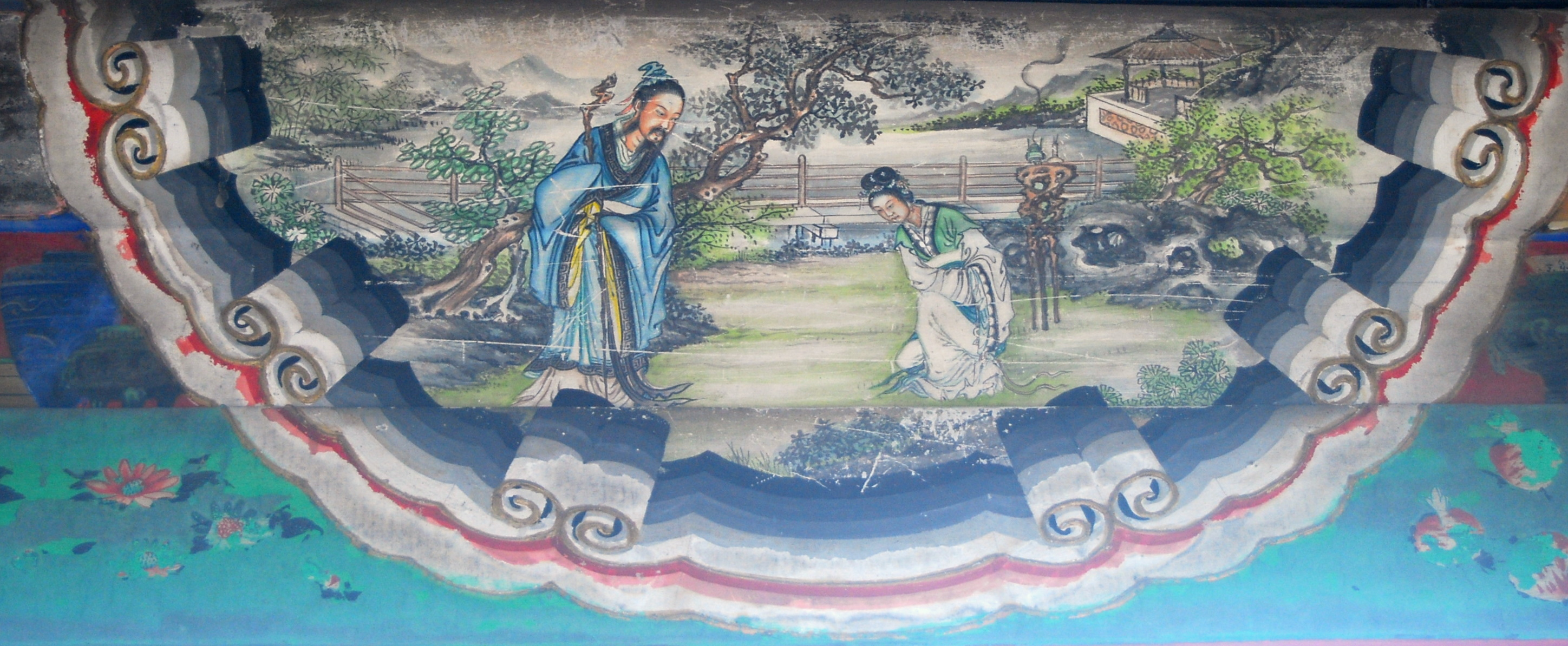
颐和园长廊绘画：王允巧设连环计

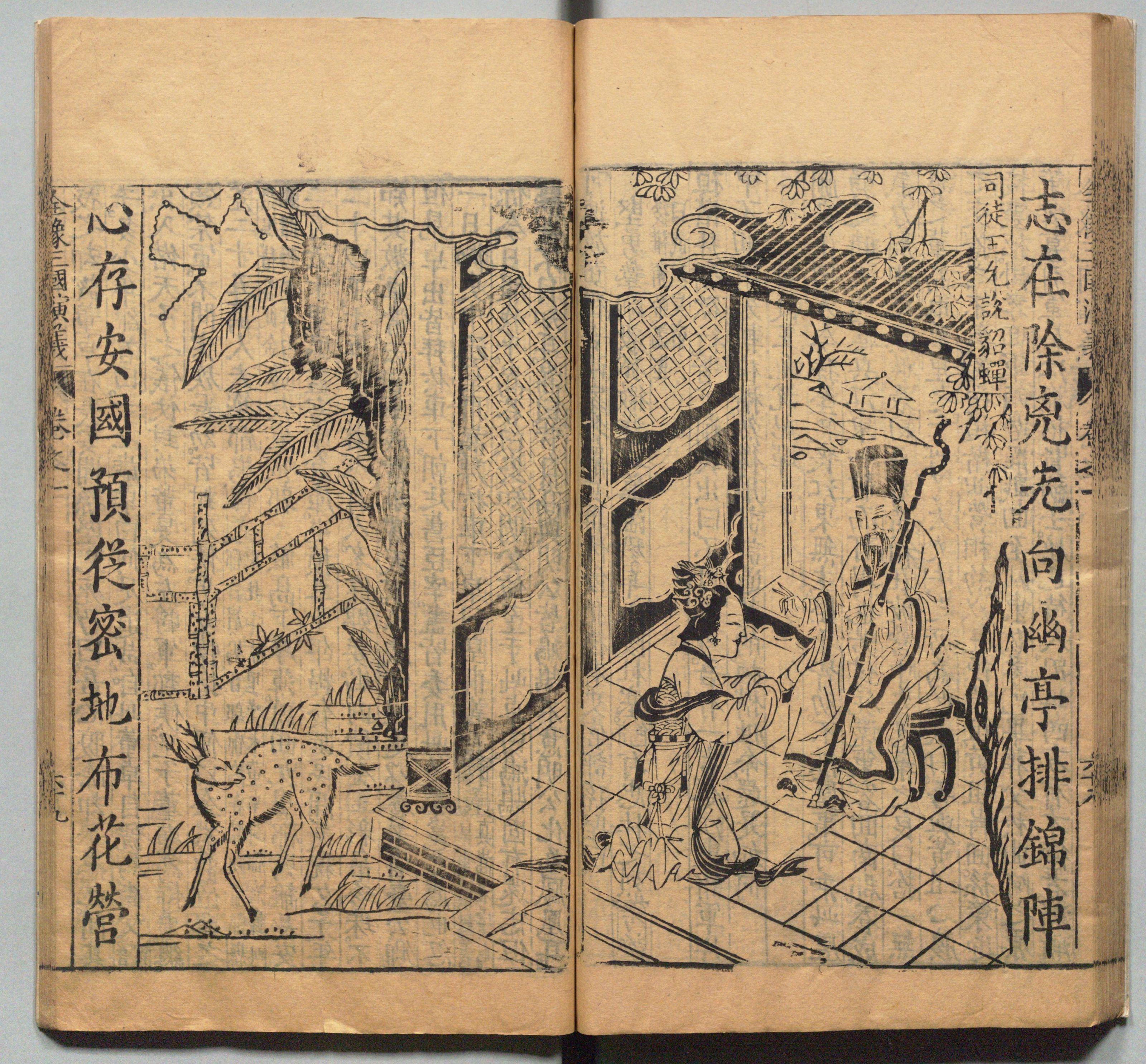
周曰校插图版《三国志通俗演义》中的王允说服貂蝉

在小说《三國演義》中，他是貂蝉的义父，貂蝉是造成吕布和董卓反目，以致於吕布最终刺杀了董卓的主要原因。在讨论三十六计中的美人计和连环计时经常引用此事件。
另外他擁有七星寶刀，曾借予曹操刺殺董卓，後行刺未成，曹操將此刀獻給了董卓。董卓被王允設計殺死後，寶刀又回到了王允之手，不久，董卓部將李傕攻入長安，王允被殺，寶刀可能落入了李傕之手，後李傕被曹操派兵殺死，寶刀最終落入了曹操之手。

### 影视形象
- 電影《貂蝉》（1956年）：杨志卿
- 香港麗的電視台電視劇《三國春秋》（1976年）：钟景辉
- 中国八一电影制片厂拍摄京剧彩色戏曲片《吕布与貂蝉》（1983年）曹剑文饰王允，战友京剧团演出。
- 中國電視劇《貂蝉》（1987年）：鲍汉琳
- 中國電視劇《貂蝉》（1988年）：葛香亭
- 中國中央電視台電視劇《三國演義》（1994年）：谭宗尧
- 台灣華視電視劇《關公》（1996年）：曹健
- 电视剧《曹操》（1999年）：彭乙
- 中國電視劇《呂布與貂蟬》（2001年）：傅彪
- 电视剧《曹操与蔡文姬》（2002年）：郑坤范
- 中國電視劇《貂蝉》（2003年）：樊志起
- 中国中央电视台电视剧《武圣关公》（2004年）：鄢复成
- 台灣八大電視劇《終極三國》（2009年）：卜學亮
- 中國電視劇《三国》（2010年）：郑天庸
- 电视剧《曹操》（2014年）：李晓文
- 电视剧《武神赵子龙》（2016年）：苗海忠
- 中國優酷網路劇《終極三國》（2017年）：卜學亮
- 电视剧《小戏骨放开那三国》（2018年）：罗自豪
- 香港電影《真·三國無雙》（2021年）：秦沛

## 漫畫
- 《火鳳燎原》（陳某）:設定為司馬防在朝中之舊友，殘兵潛入洛陽營救司馬朗之內應，唯呂布所得悉卻留而不殺以將來有用，後被呂布脅迫寫信引殘兵出手殺董卓，在殘兵入長安時正式登場，董卓死後掌管朝政，在李傕攻下長安後被絞殺。

## 評論
- 郭林宗：「王生一日千里，王佐才也。」
- 何进、袁隗、杨赐：「夫内视反听，则忠臣谒诚；宽贤矜能，则义士厉节。是以孝文纳冯唐之说，晋悼宥魏绛之罪。允以特选受命，诛逆抚顺，曾未期月，州境澄清。方欲列其庸勋，请加爵赏，而以奉事不当，当肆大戮。责轻罚重，有亏众望。臣等备位宰相，不敢寝默。诚以允宜蒙三槐之听，以昭忠贞之心。」
- 華嶠論曰：「士雖以正立，亦以謀濟。若王允之推董卓而引其權，伺其閒以敝其罪罪，當此之時，天下懸解矣。而終不以猜忤為釁者,佑其本於忠義之誠也。故推卓不為失正，分權不為苟冒，伺閒不為狙詐。及其謀濟意從，則歸成於正也。」
- 范晔《後漢書》贊曰：「子師圖難，晦心傾節。功全元醜，身殘餘孽。時有隆夷，事亦工拙。」「士虽以正立，亦以谋济。若王允之推董卓而引其权，伺其间而敝其罪，当此之时，天下悬解矣。而终不以猜忤为衅者，知其本于忠义之诚也。故推卓不为失正，分权不为苟冒，伺间不为狙诈。及其谋济意从，则归成于正也。」
- 馬日磾：「王公其不長世乎？善人，國之紀也；制作，國之典也。滅紀廢典，其能久乎！」
- 吕祖谦：「苟得为之，孔孟之所屑为也。王允、谢安之于汉晋是也。」（近思录卷七出处）
- 陈普：「事成一让一矜功，一吉分明对一凶。青琐门前招不去，相期犹不负林宗。」
- 罗贯中：「王允运机筹，奸臣董卓休。心怀家国恨，眉锁庙堂忧。英气连霄汉，忠诚贯斗牛。至今魂与魄，犹绕凤凰楼。」
- 宋贤：「屈膝家妓为汉君，宣平楼下毁奸臣。可怜定国安邦志，血污锋芒哭万民。」
- 王夫之：「王允非定乱之人也，马日磾、赵岐，则手授天下于羣雄者也，汉之终亡，终于此也。」（《读通鉴论·卷十·献帝》）
- 钟敬伯：「王司徒身为社稷计，生除国贼，死纤国难，忠义激烈，可谓生为汉臣，死为汉鬼者矣。」
- 李光地：「自古守节秉义，而才不足以济者，岂少乎，汉李固、王允，晋周顗、王导之徒是也。」
- 钱大昭：「自王允有一岁不可再赦之议，且欲尽诛凉州人，于是李傕等遂蚁聚蜂屯，至于败坏不可收拾。卒之允既诛死，汉遂以亡。故吾谓汉室之亡，不亡于贾诩，而亡于王允之一言也。允虽有诛卓之功，实为汉室之一大罪人矣。」
- 裴松之认为世間流傳蔡邕被王允治罪的原因並不可靠，指出：「臣松之以爲蔡邕雖爲卓所親任，情必不黨。寧不知卓之姦凶，爲天下所毒，聞其死亡，理無歎惜。縱復令然，不應反言於王允之坐。斯殆謝承之妄記也。史遷紀傳，博有奇功於世，而云王允謂孝武應早殺遷，此非識者之言。但遷爲不隱孝武之失，直書其事耳，何謗之有乎？王允之忠正，可謂內省不疚者矣，旣無懼於謗，且欲殺邕，當論邕應死與不，豈可慮其謗己而枉戮善人哉！此皆誣罔不通之甚者。」
- 柏楊在《柏楊版資治通鑑》中批評王允殺蔡邕的理由難以成立，因為王允與蔡邕同樣侍奉過董卓，並認為王允要殺蔡邕的真正理由如非是王允嫉妒蔡邕在史學的成就，就是王允在當董卓搖尾系統時的醜態，蔡邕知道得一清二楚，因此「王允不得不預防蔡邕洩漏他的底細。他抨擊司馬遷先生的《史記》是一部『謗書』，充分顯示出他恐懼什麼——恐懼蔡邕先生的『謗書』。」「冠冕堂皇的理由虛晃一槍，真正的理由因為太卑鄙的緣故，往往說不出口。王允是另一類型的文妖。」[8]

## 延伸阅读
[在维基数据编辑]
 《後漢書·卷66》，出自范晔《後漢書》
 《東觀漢記》
 在维基共享资源阅览影像